# Christoffer Källqvist
Patrik Christoffer Källqvist (Gotemburgo, Suecia, 26 de agosto de 1983) es un exfutbolista sueco. Se desempeñaba como guardameta e hizo toda su carrera en el BK Häcken de la Allsvenskan sueca, club con el que jugó un total de 379 partidos a lo largo de 20 temporadas. Actualmente trabaja como entrenador de porteros del club.

## Selección nacional
Fue internacional con la selección sueca sub-21 en 20 ocasiones.

## Clubes

### Como jugador
| Club      | País   | Año       |
| --------- | ------ | --------- |
| BK Häcken | Suecia | 2000-2019 |

### Como entrenador de porteros
| Club             | País   | Año   |
| ---------------- | ------ | ----- |
| BK Häcken sub-19 | Suecia | 2018  |
| BK Häcken        | Suecia | 2019- |

## Palmarés

### Como jugador

#### Campeonatos nacionales
| Título         | Club      | País   | Año  |
| -------------- | --------- | ------ | ---- |
| Superettan     | BK Häcken | Suecia | 2004 |
| Copa de Suecia | BK Häcken | Suecia | 2016 |
| Copa de Suecia | BK Häcken | Suecia | 2019 |

### Como entrenador de porteros
| Título         | Club      | País   | Año  |
| -------------- | --------- | ------ | ---- |
| Allsvenskan    | BK Häcken | Suecia | 2022 |
| Copa de Suecia | BK Häcken | Suecia | 2023 |